# The Listener
The Listener è una serie televisiva canadese trasmessa tra il 2009 e il 2014 su CTV Television Network.
La serie, creata da Michael Amo, propone un mix tra paranormale, azione e crime. Interpretata da Craig Olejnik, The Listener narra le avventure di Toby Logan, un paramedico con il dono della telepatia.
La serie ha debuttato in contemporanea in 180 paesi nel marzo del 2009. In Canada, paese d'origine della serie, è stata trasmessa in prima visione dal 3 marzo 2009; negli Stati Uniti d'America da NBC dal 4 giugno 2009; in Italia dal 5 marzo 2009, su Fox, e in chiaro dal 16 marzo 2010, su Cielo (solo la prima stagione) e Giallo (le restanti quattro).
L'8 agosto 2014 è stato confermato che la quinta sarebbe stata l'ultima stagione prodotta.

## Trama
Toby Logan è un paramedico di 28 anni che vive a Toronto e ha il potere della telepatia, un dono tenuto segreto per tutta la vita. L'unica persona che ne è a conoscenza è Ray Mercer, il suo mentore, che lo aiuta a controllare la sua mente. Insieme al suo simpatico amico e collega d'ambulanza Osman Bey, Toby utilizza la sua abilità, sempre tenuta nascosta, per aiutare la detective Charlie Marks a risolvere casi d'omicidio.

## Episodi
| Stagione         | Episodi | Prima TV originale | Prima TV Italia |
| ---------------- | ------- | ------------------ | --------------- |
| Prima stagione   | 13      | 2009               | 2009            |
| Seconda stagione | 13      | 2011               | 2011            |
| Terza stagione   | 13      | 2012               | 2012            |
| Quarta stagione  | 13      | 2013               | 2013            |
| Quinta stagione  | 13      | 2014               | 2014            |

## Personaggi e interpreti

### Personaggi principali
- Toby Logan (stagioni 1-5), interpretato da Craig Olejnik, doppiato da Francesco Pezzulli.
- Osman "OZ" Bey (stagioni 1-5), interpretato da Ennis Esmer, doppiato da Nanni Baldini.
- Olivia Fawcett (stagioni 1-3), interpretata da Mylène Dinh-Robic, doppiata da Stella Musy.
- Charlie Marks (stagione 1), interpretata da Lisa Marcos, doppiata da Chiara Colizzi.
- Michelle McCluskey (stagione 2-5), interpretata da Lauren Lee Smith, doppiata da Ilaria Latini.
- Dev Clark (stagione 2-5), interpretato da Rainbow Sun Francks, doppiato da Fabrizio Vidale.
- Alvin Klein (stagione 2-4, ricorrente 5), interpretato da Peter Stebbings, doppiato da Marco Vivio.
- Adam Reynolds (stagione 4-5, ricorrente 2-3), interpretato da Kris Holden-Ried.
- Tia Tremblay (stagione 4-5, ricorrente 3), interpretata da Melanie Scrofano, doppiata da Benedetta Degli Innocenti.
- Brian Becker (stagione 5, ricorrente 1), interpretato da Anthony Lemke, doppiato da Luca Ward.

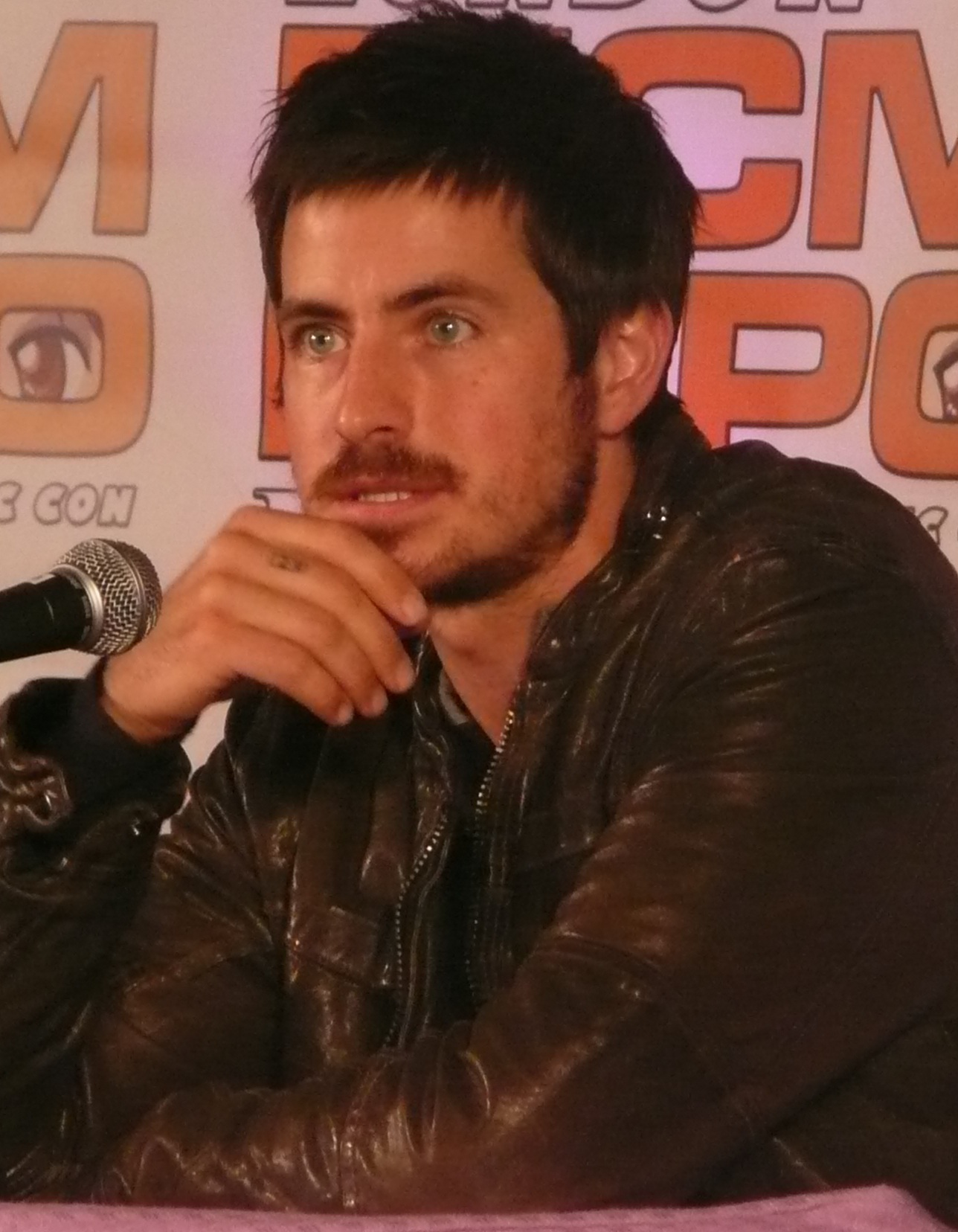
Craig Olejnik interpreta Toby Logan
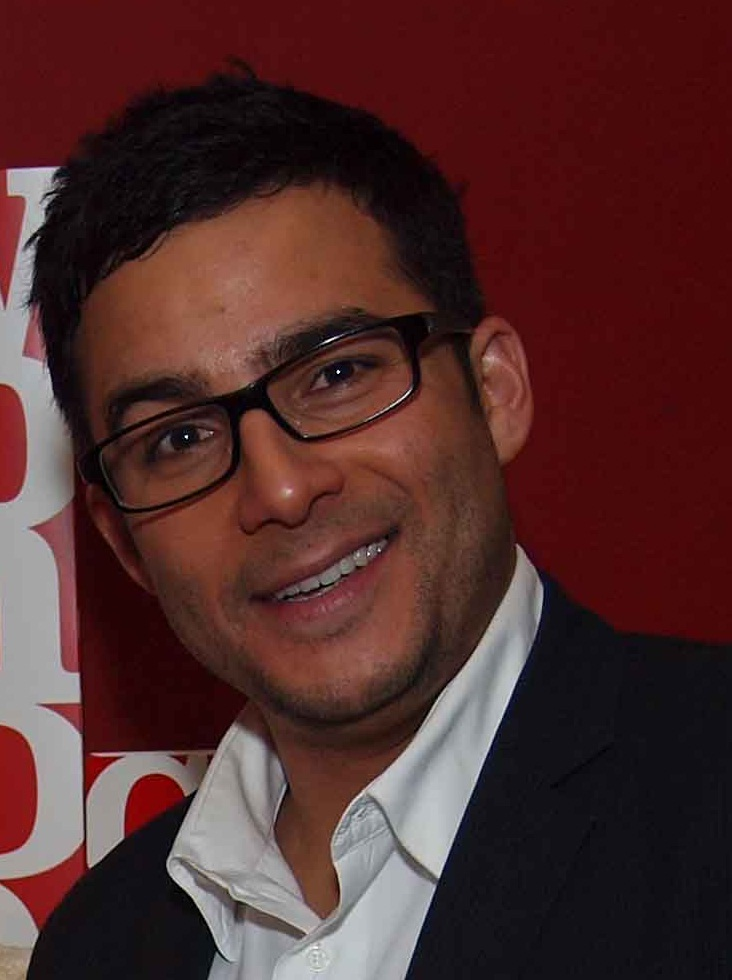
Ennis Esmer interpreta Osman "Oz" Bay
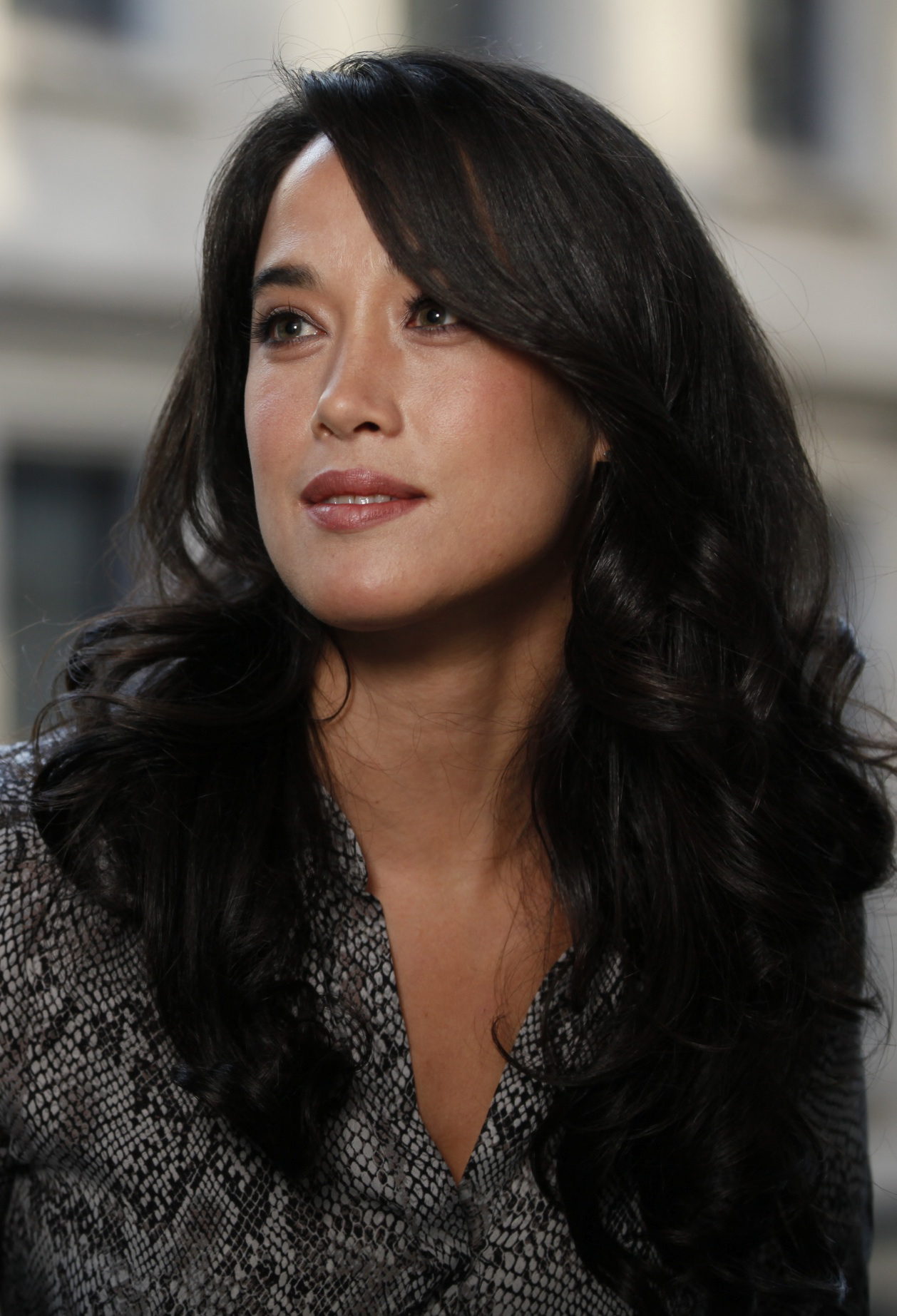
Mylène Dihn-Robic interpreta Olivia Fawcett
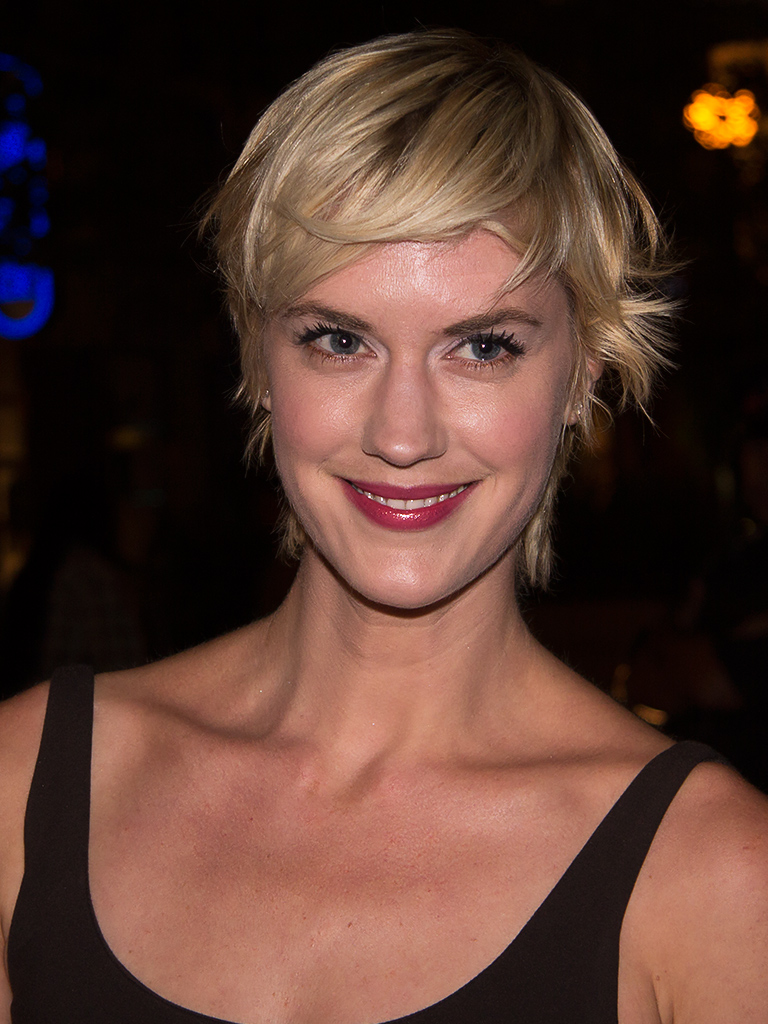
Lauren Lee Smith interpreta Michelle McCluskey
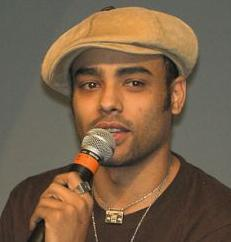
Rainbow Sun Francks interpreta Dev Clark
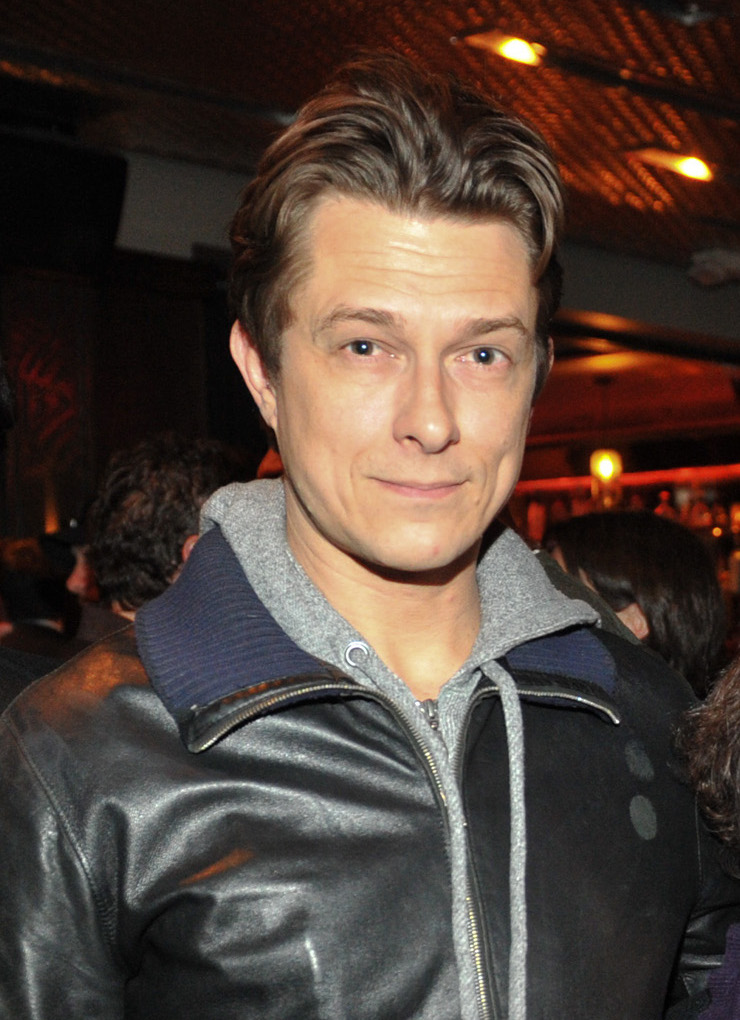
Peter Stebbings interpreta Alvin Klein
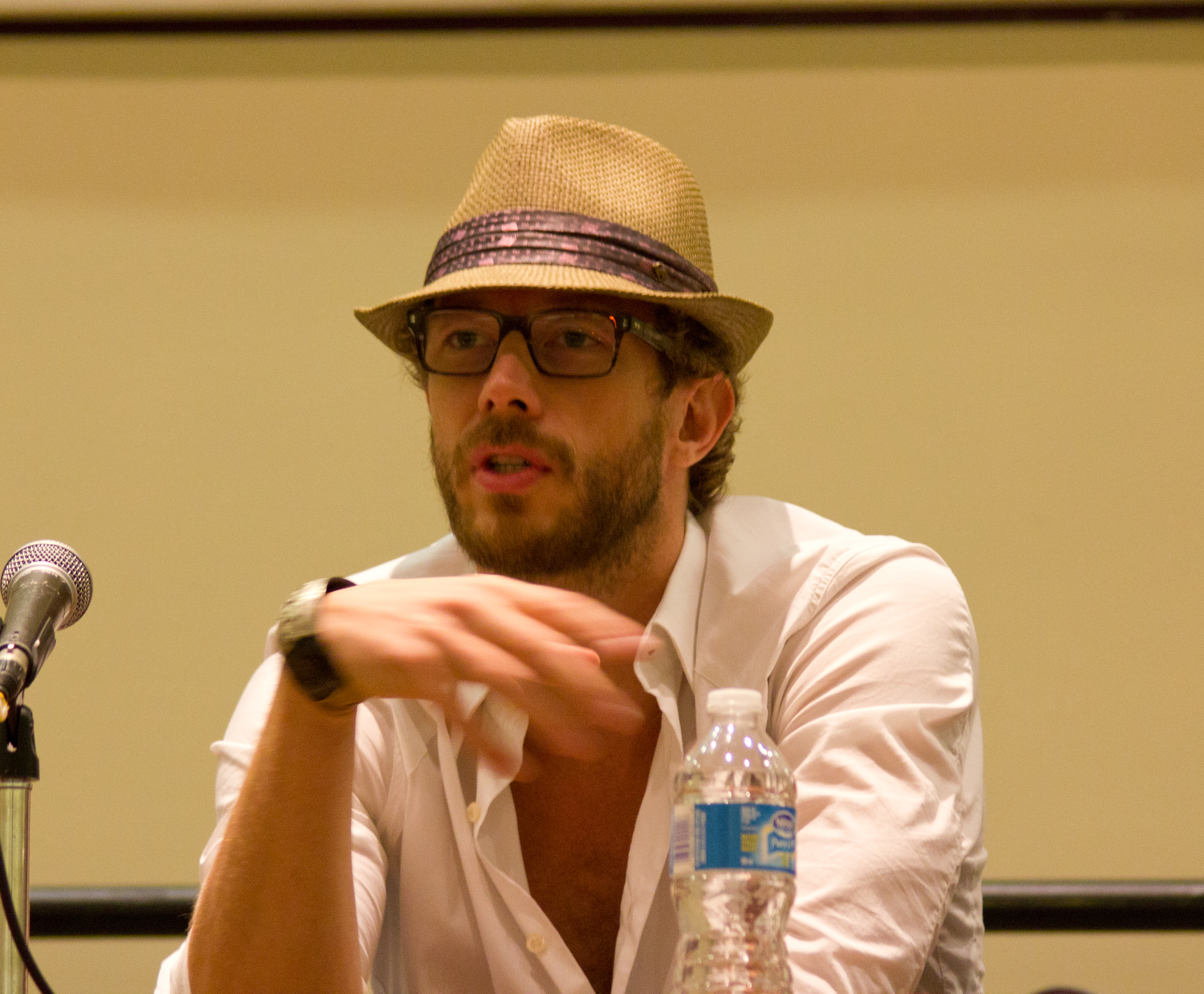
Kristen Holden-Ried interpreta Adam Raynolds

### Personaggi secondari
- George Ryder (stagioni 1-5), interpretato da Arnold Pinnock, doppiato da Stefano Mondini.
- Ray Mercer (stagione 1), interpretato da Colm Feore, doppiato da Luca Biagini.
- La madre di Toby (stagione 1-5), interpretata da Lara Jean Chorostecki (st. 1) e da Kim Huffman (st. 5).
- Toby da bambino (stagione 1), interpretato da John Fleming, doppiato da Luigi Pistoia.
- Sandy (stagioni 2-5), interpretata da Tara Spencer-Nairn, doppiata da Micaela Incitti.

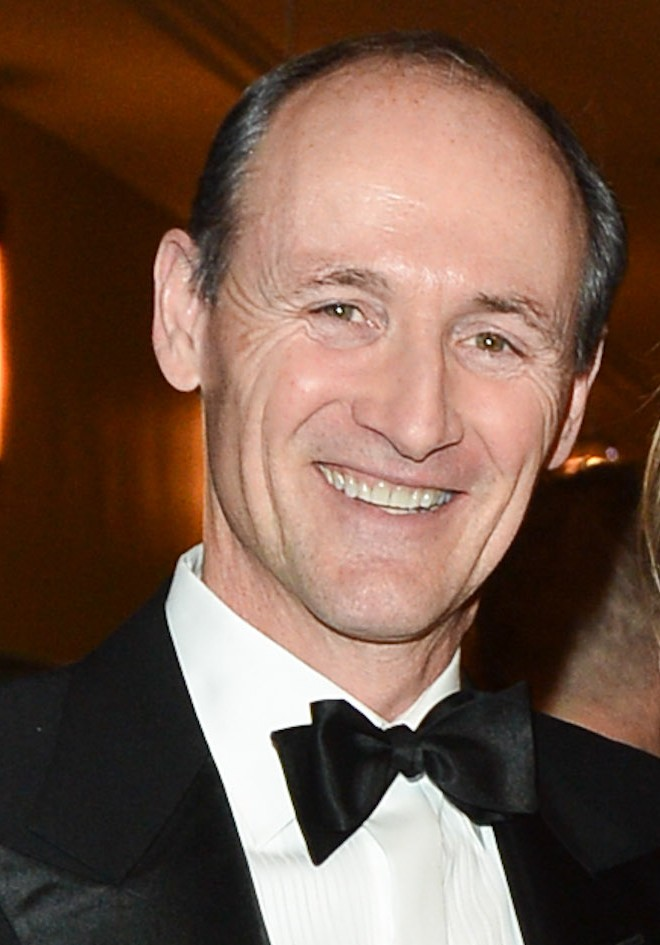
Colm Feore interpreta Ray Mercer
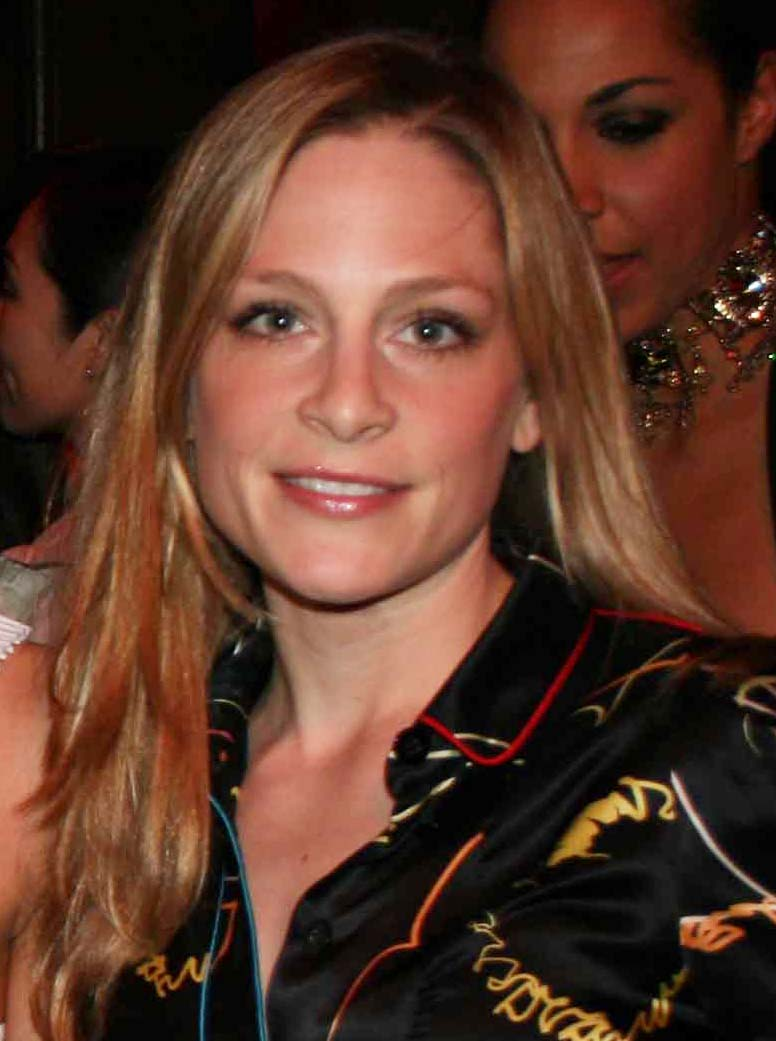
Tara Spencer-Nairn interpreta Sandy

## Trasmissione internazionale
| Nazione:       | Canale televisivo:     | Inizio trasmissione: |
| -------------- | ---------------------- | -------------------- |
| Medio Oriente  | Fox Series             | 1º marzo 2009        |
| Giappone       | Fox                    | 2 marzo 2009         |
| Grecia         | Fox Life               | 2 marzo 2009         |
| Portogallo     | Fox                    | 2 marzo 2009         |
| America Latina | Fox HD, Fox            | 2 marzo 2009         |
| Canada         | Fox International      | 3 marzo 2009         |
| Argentina      | Fox                    | 3 marzo 2009         |
| Bulgaria       | Fox Crime              | 3 marzo 2009         |
| Germania       | Premiere Fox           | 3 marzo 2009         |
| Spagna         | Fox                    | 3 marzo 2009         |
| Italia         | Fox, Cielo, Giallo     | 5 marzo 2009         |
| Asia           | FX                     | 6 marzo 2009         |
| Polonia        | Fox Life               | 8 marzo 2009         |
| Regno Unito    | FX & FXHD              | 8 marzo 2009         |
| Messico        | Fox                    | 10 marzo 2009        |
| Brasile        | Fox                    | 31 marzo 2009        |
| Paesi Bassi    | Net 5                  | 19 aprile 2009       |
| Canada         | CTV Television Network | 3 giugno 2009        |
| Stati Uniti    | NBC                    | 4 giugno 2009        |
| Israele        | Yes Stars Action       | 23 giugno 2009       |